# Julie Méndez Ezcurra
María Julia «Julie» Méndez Ezcurra (Buenos Aires, 28 de abril de 1949 – Ib., 2 de septiembre de 1991) fue una fotógrafa argentina.

## Estudios
Se educa en el Colegio del Sagrado Corazón, perteneciente a una congregación religiosa creada en Francia para la instrucción de niñas, en donde sigue un Bachillerato Humanista con latín, griego, filosofía, religión, literaturas diversas, francés e inglés. 
Cursa entre 1968 y 1969 el Profesorado de Ciencias Sagradas en el Instituto de Cultura Religiosa Superior; y Lengua y Literatura Hispanoamericana dictada por el Dr. Ángel Battistessa, en la Fundación Pedro de Mendoza. Allí, por su trabajo literario El Lazarillo de Tormes, le otorgan una beca para estudiar Literatura Española Contemporánea en el Instituto de Cultura Hispánica de Madrid, España. En esa ciudad asiste a cursos de arte en el Museo del Prado y la Universidad de Madrid, en donde aprende Literatura del Antiguo Testamento y Arte hispano Arábigo.
En 1971 en Londres, Inglaterra, estudia lengua y literatura inglesas en el West London College, en donde recibe el Certificate of Proficency on English Language and Literature, de la Universidad de Cambridge. También acude al British Museum, la Tate Gallery y The National Gallery a clases de artes plásticas.
De regreso a Buenos Aires, en 1972, sigue traductorado en la Asociación Argentina de Cultura Inglesa. Trabaja en el Colegio Mrs Sworn de Belgrano, hoy Sworn Junior College, dando clases de religión e inglés. Al mismo tiempo enseña este idioma a diversos alumnos particulares y traduce textos al español.
Hasta 1975, cursa parte de la carrera de Letras en la Facultad de Filosofía y Letras de la Universidad de Buenos Aires. Ese año entra en el taller de escritura dirigido por Félix (Grillo) della Paolera, que describe así: “el taller literario es un grupo de escritores que se reúnen y escribimos… La idea es bastante buena – a pesar de que a mí no me convencía al principio -. Pero en última instancia, uno conversa con gente que tiene algo en la cabeza – y no hay mucha – e intercambia su ‘eterno humano’ ” –
Algunos de sus compañeros de taller: Francisco Madariaga, Hermenegildo Sábat, Rodolfo Alonso.

## Fotografía

### Comienzos
A partir del año 1974 se incorpora como redactora y traductora de inglés y francés al castellano en la Agencia Periodística y Fotográfica Internacional Argenpress, de Roberto Bunge y Francisco Erize, situada en el Pasaje Seaver, en Capital. Luego sigue allí como fotógrafa, mientras se capacita en el Foto Club Buenos Aires.
Eduardo Comesaña le enseña visión fotográfica y el sistema zonal de Ansel Adams; y Barabino Devoto fotografía de estudio. Además reconoce a los "amigos fotógrafos que permanentemente me están enriqueciendo con sus conocimientos."
Confirma este pensamiento en el reportaje con fotos que hace a su maestra y amiga, Grete Stern en donde, desde el título escribe “Grete Stern exhibe con talento y ternura cómo se pasa una vida a través de la cámara”, continuando: “(…)La exposición de Grete Stern hay que mirarla del mismo modo que ella fotografía: con inteligencia y una absoluta falta de pretensión”.
En otro momento Julie analiza su relación con la cámara:

 “Me dediqué a la fotografía, en aquel entonces, por el dinamismo, el placer visual y la síntesis que encontré en esta forma de expresión.
La fotografía para mí es catarsis. También es sensualidad visual. 
En mi fotografía influye André Kertész, por la ternura y poesía de sus fotos y por algunos consejos sabios que me diera.”

### Viajes

#### Por Argentina
Como reportera y fotógrafa efectúa distintos viajes por el país: Tucumán, San Luis, Mendoza, Río Negro, Buenos Aires, Entre Ríos, Chaco, Formosa, Misiones.
Julie se dirige, en febrero de 1976, a Tucumán para encontrarse con Sharmain Nicholson, una amiga que la acompañará en su trabajo rumbo a Oruro: este viaje tiene un aspecto dramático, que la marca el resto de su vida. El punto de reunión es la estación de tren. Allí, mientras espera, Gendarmería la observa tomar fotos y departir con vendedoras de artesanías. La detienen como posible terrorista, por llevar bolsa de dormir verde y cámara de fotos… (sic). Dos hombres a su lado la incomunican de la gente, y cuando llega Sharmain la interrogan a la vez; y pese a escuchar un mismo relato, las trasladan a una dependencia militar, en donde las indagan por separado: primero a Julie y un tiempo indefinido después a Sharmaine. Solo las liberan ante su gran presencia y garra, ya que - aun con una luz enfocada sobre su cara, y una persona sentada en lo oscuro -, reivindica su pasaporte norteamericano y un abuelo diplomático en Perú que la espera.

### Por el exterior

#### Bolivia
Después de esta odisea, continúan la marcha rumbo a Bolivia para la Diablada, fiesta que deja plasmada en su artículo Oruro: el Carnaval de los Diablos publicado en la revista italiana  L' Europeo y Siete Días de Argentina.

#### Estados Unidos
A fines de 1978 Julie cuenta que viaja a "New York, USA, donde pasa tres meses fotografiando la ciudad y su gente, y realiza un reportaje gráfico y escrito sobre los principales restaurantes de Manhattan para la revista Diners de Argentina". (JME)

#### Brasil I
Ese año, se dirige a Río de Janeiro y San Pablo para fotografiar los Festivales Internacionales de Jazz, que luego exhibirá en diferentes espacios, como en su muestra individual, Músicos en La Trastienda, en Palermo Viejo, Buenos Aires.

#### Paraguay
Va a El Dorado, Provincia de Misiones, al noreste del país donde hará la original nota: Mellizos Binacionales, nacidos en junio de 1977: uno en esa ciudad y el otro en Mayor Otaño, Paraguay.
En 1980 obtiene el premio a mejor fotografía de autora femenina en diapositiva color en el concurso Buenos Aires, Buenos Aires auspiciado por la Municipalidad de la Ciudad.
A fines de noviembre, Grillo della Paolera y Jorge Luis Borges deciden evocar personajes y espacios reales de Adrogué, provincia de Buenos Aires, incorporados por el escritor en sus cuentos y poesías. Se reúnen por única vez en casa de la hermana de Grillo, Alicia de Ansaldo junto a su familia; y desde allí van recorriendo, a través de las calles de Adrogué, los hitos de la memoria de Borges.
Con el fin de documentar este momento, Grillo convoca a Julie con su cámara, quien termina siendo testigo y artífice plástica de la memoria de esa jornada singular, de la que toma cuatro rollos en blanco y negro y uno en diapositivas color.
Desde 1978 a 1982, Julie trabaja como fotógrafa y periodista independiente en diversas publicaciones: La Nación, La Prensa, Convicción, Tiempo Argentino y Los Principios de Córdoba. Y en las revistas Gente, 7 días, Vigencia de la Universidad de Belgrano, y en Summa con fotografía de arquitectura de 1982 a 1991.
En 1982 escribe diversos artículos sobre fotografía. Entre ellos, el de la exposición de Grete Stern, Relato Fotográfico de un viaje al corazón indígena en el Museo de La Plata, Provincia de Buenos Aires, y la muestra retrospectiva en la Fundación San Telmo, ambos publicados en La Prensa y en Convicción. En Vigencia, el de Actos de Fe en Guatemala, el libro de fotos de Sara Facio y María Cristina Orive.

En 1983 edita, con distribución nacional e internacional, un póster y una postal con el retrato de Jorge Luis Borges –  ‘Borges y Beppo’ -; y luego otras dos postales –‘Autorretrato con pera’ y ‘ Teatro Colón’ - en la prestigiosa Editorial La Azotea de Sara Facio.
Ese año y hasta 1985, es Jefa de la Unidad de Trabajo Fotográfico y Medios Audiovisuales del Museo de la Ciudad en Buenos Aires. También es miembro del Centro de Investigaciones de la Fotografía Antigua en Argentina.
Recibe muchos pedidos de particulares y empresas, que la llevan de las fotos de familia, niños, novias, a las de viajes, turismo, vacaciones; de los productos para venta – en estudio – hasta fotos de modelos.
Julie es muy reflexiva, y realiza una indagación del propio yo; así genera una serie de autorretratos que delinean su personalidad multifacética – llena de humor, sensibilidad y encanto -.

#### Brasil II
Participa en la 1.ª Bienal Internacional de Arte Fotográfica Sao Paulo, Brasil, en donde la premian con mención de honor.
En 1984 y 1985 fotografía los Festivales de Rock en Río de Janeiro, Brasil y en Argentina.
Entre 1986 y 1987, es fotógrafa de filmación, de un documental sobre capoeira, en San Salvador de Bahía; y de una película para televisión, en Río de Janeiro, sobre la mujer, la maternidad y el trabajo.

#### Portugal
En 1986 lleva al Palacio Foz en Lisboa, Portugal, la muestra individual Quioscos y Periodismo en la Argentina.

#### Uruguay
Releva en 1987 la obra de Joaquín Torres García, en Montevideo, Uruguay. Allí retrata a su viuda, Manolita Piña, en la intimidad familiar; y, en 1991 fotografía la inauguración del Museo Torres García.
En 1990, recibe el encargo de fotografiar el libro conmemorativo 1890/1990 Centenario de la Cervecería Quilmes, editado en octubre de ese año, con una tirada de 7000 ejemplares y producido por un convenio entre Maltería SAICA y G y el Instituto Argentino de Investigaciones en Historia de la Arquitectura y del Urbanismo.

## Retratos relevantes de la cultura
Su especialidad dentro de la fotografía es el retrato.
Elba Pérez, crítica de arte, escribe en Tiempo Argentino: 

“…un tiempo mesurado, alerta, el de Julie Méndez Ezcurra, fotógrafa y periodista que se atreve – y acierta – a abordar modelos notorios - Borges, Girri, - y renuentes - Silvina Ocampo – con pareja eficacia. Sus retratos incluyen el entorno, ese mundo cotidiano que completa la personalidad, definiéndola. Méndez Ezcurra evita la impostación o la situación armada artificialmente, logrando hallazgos tales como la ascética imagen de Girri, la serenidad de Borges y el abandono de Beppo, o la persistencia del asombro en la lúcida Silvina Ocampo. "

Y Julie piensa de sí misma:

Considero más característico de mi obra fotografiar a la gente. Desde el retrato de personalidades destacadas - especialmente en el mundo artístico o cultural - hasta el anónimo transeúnte o la simple silueta humana.

Hermenegildo Sábat la describe en su fotografiar:

“Julie tenía los ojos de una artista, rapidez en los dedos para registrar sus percepciones y la paciencia que conduce a perpetuarlas”

Actores Ginger Rogers, Moria Casán, Norma Aleandro, Vittorio Gassman
Arquitectos Amancio Williams, Eduardo Sacriste, Eladio Dieste, Mario Roberto Álvarez, Clorindo Testa
Artistas Plásticos Rómulo Macció, Hermenegildo Sábat, Marta Minujin, Guillermo Kuitca, Raquel Forner
Críticos de Arte Jorge Romero Brest, Pierre Restany
Escritores Jorge Luis Borges, Silvina Ocampo, María Elena Walsh, Alberto Girri, Julio Ardiles Gray, Manuel Mujica Lainez, Mario Vargas Llosa, Luisa Mercedes Levinson, Margarita Abella Caprile, Francisco Madariaga, Dalmiro Sáenz, Eduardo Gudiño Kieffer, José Bianco, Julián Marías, Enrique Anderson Imbert, Eduardo Belgrano Rawson
Fotógrafos Grete Stern, Sara Facio, Alicia D'Amico, André Kertesz, Bandi Binder, Sebastiao Salgado
Músicos Astor Piazzolla, Hermeto Pascoal, Pat Metheny, Egberto Gismonti, Joan Manuel Serrat, Betty Carter, Al Jarreau, María Bethânia, Palito Ortega, Leda Valladares, Nina Hagen, Rodolfo Mederos, Gabriela Parodi
Sorpresivamente, y en plena trayectoria, le diagnostican un cáncer muy avanzado, del que fallece el 2 de septiembre de 1991 en Buenos Aires.

## Obra Póstuma
Al poco tiempo, su madre Julia Ezcurra y sus hermanos, Teresa, Luis, Luz y María Inés, apoyados por amigos, – Patricia Viaña y Facundo de Zuviría – deciden encargar un libro para mantener la vigencia de la obra de Julie.
De 1991 hasta 1994 Facundo de Zuviría, fotógrafo profesional, hace la primera reorganización del Archivo Julie Méndez Ezcurra, ayudado por Constanza di Leo, asistente de Julie. Selecciona imágenes que edita en el libro Julie Méndez Ezcurra – Fotografías con prólogo de Alberto Petrina. El volumen se presenta junto a una exposición individual Retrato de lo eterno, en abril de 1994, en el Museo de Arte Hispanoamericano Isaac Fernández Blanco.
Desde mayo de 1994 Patricia Viaña, amiga y compañera de colegio, solicita a la familia la custodia del Archivo Julie Méndez Ezcurra, la cual mantiene hasta la actualidad (2013).
Comienza a realizar exposiciones individuales con la asesoría de Luis Martin, fotógrafo profesional. Las dos primeras, con selección conjunta, son: Músicos de Jazz en el salón  Casa Vieja, en junio de 1994 y Julie Méndez Ezcurra Fotografías en el Teatro del Bastión del Carmen, en Colonia del Sacramento, R. O. del Uruguay durante diciembre de 1994-enero de 1995. En 1995 envía, a través de Asuntos Culturales de Cancillería, la muestra Visión de Brasil, también seleccionada por ella y Luis Martin. En agosto de 1998 expone, a pedido de Ricardo Wagmaister, una muestra de fotos para inaugurar el espacio cultural Tobago Caffé and Arts, titulada Julie Méndez Ezcurra – La gente, su aire… y siempre Buenos Aires, que seleccionan ella y Luis Martin.
En 1999, se publica el libro Develaciones hecho por Félix della Paolera y Facundo de Zuviría, quien tenía, desde 1991, los rollos sacados por Julie a Borges en Adrogué.
La sobrecubierta tiene una excepcional foto de Jorge Luis Borges tomada por Julie Méndez Ezcurra, cuya autoría no se le adjudica allí por un equívoco.
A fin del 2001, la fotógrafa Florencia Blanco propone a Patricia Viaña reorganizar el Archivo de Julie Méndez Ezcurra y armar una muestra retrospectiva en la Fotogalería del Teatro San Martín-
En junio del 2004 se inaugura Julie Méndez Ezcurra Fotografías, seleccionada por su Director, Juan Travnik y Florencia Blanco, con producción de Patricia Viaña.
La destacada periodista María Moreno, escribe de ella en "Radar", de Página 12’:

"Como retratista –la vertiente en la que fue más reconocida–, Julie podía encontrar la expresión excepcional en celebridades cien veces retratadas. La imagen de un Borges felicísimo con un jazmín en la solapa y un fondo de ventana gótica es totalmente diferente a las de la construcción gráfica borgeana habitual, donde se abusa de las representaciones melancólicas favorecidas por la mirada ciega."

Corolario de esta presentación, surge un nuevo libro de fotos seleccionado por el editor fotográfico Gabriel Díaz y Florencia Blanco, sin editar.
Ese diciembre, los hermanos de Julie, donan trece fotos a la Colección Fotográfica del Museo Nacional de Bellas Artes, solicitadas por su creadora Sara Facio.
En mayo del 2005 Julie participa como fotógrafa en la conmemoración de la trayectoria de la Fotogalería del Teatro San Martín, nombrada 258 muestras /20 años.
En junio del 2006, Claudio Pérez Míguez solicita el envío de cuatro fotos de Jorge Luis Borges para Borges, entre los rostros el rostro en el Centro de Arte Moderno de Madrid, España, marco de la exposición Veinte años sin/con Jorge Luis Borges 1986-2006.
En mayo del 2011, y por intermedio de Sara Facio, Alfredo Mota, Director de Cultura del Municipio de Almirante Brown, pide a Viaña copias de las mentadas fotos de Jorge Luis Borges en Adrogué, tomadas por Julie en noviembre de 1980.
Son estas fotos las que permitirán la edición de Jorge Luis Borges en Almirante Brown, publicación que fija la relación entrañable del escritor con Adrogué a través de los lugares, personas y años, gracias a la documentación fotográfica de Julie Méndez.
En el 2012, Alfredo Mota invita a Patricia Viaña a efectuar una muestra individual de Julie Méndez Ezcurra, con las fotos de Adrogué de 1980. Exposición inaugurada en agosto como Borges en Adrogué, con selección de Inés Tanoira y Patricia Viaña, en la Casa Municipal de la Cultura.
En septiembre de 2012 Patricia Viaña reorganiza y digitaliza el "Archivo Julie Méndez Ezcurra", convocando para ello a Soledad Coronel, en asesoría digital.
El libro Julie Méndez Ezcurra Fotografías ha sido donado a diferentes e importantes bibliotecas del país como: Biblioteca del Museo Nacional de Bellas Artes; Fototeca Benito Pannunzi de la Biblioteca Nacional; Biblioteca Municipal Leopoldo Lugones; Biblioteca del Museo de la Ciudad, y otras del interior de país.
En agosto de 2013 el libro Julie Méndez Ezcurra Fotografías participa de la 12 Feria de Libros de Fotos de Autor.

## Muestras

### Individuales
- 1981 – Músicos – Galería La Trastienda Buenos Aires.
- 1986 –  Quiosco y periodismo en la Argentina  – Palacio Foz, Lisboa, Portugal.

### Colectivas
- 1982 – Facundo de Zuviría – Julie Méndez Ezcurra Galería Financiera San Martín, Buenos Aires.
- 1982 – Julie Méndez Ezcurra – fotografías – Facundo de Zuviría – Museo Municipal de Bellas Artes “Juan B. Castagnino”, Rosario, Pcia de Santa Fe.
- 1983 – Primer Bienal de Arte Fotográfico, San Pablo, Brasil.
- 1983 – 7 pintores, 7 dibujantes, 7 fotógrafos. Autorretratos – “Juan B. Castagnino” Rosario, Provincia de Santa Fe.
- 1983 – El Periodismo gráfico en la Argentina – El Periodismo gráfico en la Argentina, OEA, Buenos Aires.
- 1983 – Avenida de Mayo: Avenida Madre – CAYC, Buenos Aires.
- 1983 – Siete en el cuarto oscuro  –Galería Aríbalo, Buenos Aires.
- 1983 – 1.er Salón de la Mujer, – Buenos Aires.
- 1984 –  Autorretratos – Centro Cultural Recoleta, Buenos Aires.
- 1984 – 9 mujeres 10– II Salón de la Mujer; Buenos Aires.
- 1985 –  Arquitectura y Fotografía  Galería Adriana Indik, Buenos Aires.
- 1985 –  La Mujer y la Creación  III Salón de la Mujer, Buenos Aires.
- 1985 –  También los fotógrafos y El desnudo en la fotografía FotoGalería del Teatro San Martín, Buenos Aires.
- 1985 – Casa Pardo – Fotogalería Casa Pardo, Buenos Aires
- 1986 –  También los fotógrafos – Casino de Mar del Plata, Provincia de Buenos Aires.
- 1986 –  La nueva mirada  – Centro Cultural Recoleta, Buenos Aires.
- 1986 –  Un día en la vida de una mujer – IV Salón de la Mujer, Buenos Aires.
- 1986 – También los fotógrafos – FotoGalería del Teatro San Martín, Buenos Aires.
- 1987 –  VI Semana Nacional de Fotografía  Ouro Preto, Brasil
- 1987 – Críticos y artistas de Buenos Aires, Centro Cultural Recoleta, Buenos Aires.
- 1988 –  Fotografía Argentina Contemporánea /1960 – 1988 Palais de Glace, Buenos Aires.
- 1988 – Jornada Critica, CAYC; Buenos Aires

Póstumas e individuales
- 1994 – Retrato de lo eterno  – Museo de Arte Hispanoamericano Isaac Fernández Blanco, Buenos Aires.
- 1994 – Músicos de Jazz  - Casa Vieja, Restaurante, Colonia del Sacramento, República Oriental del Uruguay.
- 1994/1995 – Julie Méndez Ezcurra (1949 – 1990) Foyer del Teatro Bastión del Carmen - Colonia del Sacramento República Oriental del Uruguay.
- 1995 – Julie Méndez Ezcurra - Una visión de Brasil – Bahía y Río de Janeiro, fotografías entre 1980 y 1988 Centro Cultural Brasil, Río de Janeiro, Brasil.
- 1998 – Julie Méndez Ezcurra – La gente, su aire… y siempre Buenos Aires – Tobago Espacio de Arte, Buenos Aires.
- 2004 – Julie Méndez Ezcurra, Fotografías – FotoGalería del Teatro San Martín, Buenos Aires.
- 2012 –  Borges en Adrogué  Casa Municipal de la Cultura – Adrogué,[4] Provincia de Buenos Aires.

Póstumas y colectivas
- 1994 – Primera Edición Feria de Artes y Letras  – Lobería, Pcia de Bs As.
- 1999 – Colección Fotográfica Museo Nacional de Bellas Artes, creado y dirigido por Sara Facio.
- 1999 – Tributo a Borges  – Revista Cultura, Museo Nacional de Bellas Artes, Buenos Aires.
- 1999 – Arte Fotográfico Argentino  Museo Provincial de Bellas Artes, La Plata, Provincia de Buenos Aires.
- 2002 – Recorridos Urbanos[5] – Museo de Arte Moderno de Buenos Aires, Buenos Aires.
- 2005 – Colección Fotográfica del Museo Nacional de Bellas Artes – Museo Nacional de Bellas Artes, Buenos Aires.
- 2005 – 258/20 Dos décadas de FotoGalería [6] FotoGalería del Teatro San Martín, Buenos Aires.
- 2006 – Veinte años sin/con Jorge Luis Borges 1986-2006 - BORGES, entre los rostros el ROSTRO  – Centro de Arte Moderno, Madrid, España.
- 2012 – Panorama de la Fotografía Argentina Colección Rabobank[7] – Museo Nacional de Bellas Artes – Buenos Aires.
- 2013 –  XII Feria de Libros de Fotos de Autor  – Galería Central Newbery, Chacarita, Buenos Aires.

## Premios
- 1980 – Concurso de fotografía  “400 años de Buenos Aires” , auspiciado por la Municipalidad de la Ciudad de Buenos Aires en adhesión al IV Centenario de la Fundación de la ciudad.
- 1983 – Mención de Honor en la Primera Bienal Internacional de Arte Fotográfico de San Pablo, Brasil.

## Libros

### Libro Individual
- 1994 – Julie Méndez Ezcurra Fotografías – Selección Facundo de Zuviría, primera edición: abril de 1994, Editorial Sauce Chico, Buenos Aires. ISBN 9879984501

### Otros Libros
- 1985 – Historia de los Monumentos y Esculturas de Buenos Aires –Magaz de Vieiro Ma del Carmen y Arévalo de Horton, Ma Beatriz, Secretaría de Cultura, Instituto Histórico de la Ciudad de Buenos Aires, 1985 - 306 págs. Foto tapa: Julie Méndez Ezcurra. ISBN 9789504307259
- 1990 – 1890/1990 Centenario de la cervecería Quilmes – Dirección: Arq. Ramón Gutiérrez, Primera edición, octubre de 1990, Argentina. Fotografías Julie Méndez Ezcurra.
- 1990 – La FotoGalería del Teatro San Martín – Selección Fotográfica y textos de Sara Facio, Primera edición 1990, Argentina – Fotografía JME: Autorretrato con Pera. ISBN 9509536110
- 1999 – Arte Fotográfico Argentino – Curaduría General: Laura Buccellato, noviembre de 1999, Argentina – Fotografía JME:  Teatro Colón . ISBN 987978940
- 1999 – Borges: Develaciones – Félix della Paolera - Facundo Zuviría, julio de 1999, Argentina – Fotografía JME: Foto de sobrecubierta y 9 fotos. ISBN 98797677
- 1999 – Tribute to Borges – Copyright Revista Cultura, Idea y Curaduría: Patricio Lóizaga, 1999, Argentina. Fotografía JME: Borges en Adrogué y Borges y Beppo.
- 2001 – Borges y el Culto de los Mayores – Rosendo Fraga, 2001, Argentina. Fotografía de tapa: Borges y Beppo. ISBN 987987031
- 2003 – Eladio Dieste: Innovation in Structural Art – Stanford, Anderson, 1.ª edición mayo de 2004, Estados Unidos. Fotografías JME: Arquitecto Eladio Dieste. ISBN 9781568983714
- 2005 – Colección Fotográfica del Museo Nacional de Bellas Artes – Colección Leyendo Fotos, dirigida por Sara Facio Primera Edición mayo de 2005, Argentina. Fotografía JME: Autorretrato con Pera. ISBN 9509536318
- 2011 – Jorge Luis Borges en Almirante Brown - Jorge Luis Borges Adrogué – Dirigido por Mariela Alonzo, Argentina. Fotos de tapa y retiración de tapa Principales Julie Méndez Ezcurra. ISBN 9789872542566
- 2010 – 2011 – Caja presentación Panorama de la Fotografía Argentina y Fotografía Argentina Colección Rabobank – Facundo De Zuviría y Marjan Groothuis, Primera Edición, agosto de 2011, Argentina ISBN 9789872727208